# 傑森·托特
傑森·托特，是一名在DC漫畫出版的漫畫中登場的反英雄虛構人物。由Gerry Conway和Don Newton所創作，初次登場於《蝙蝠俠》#357（1983年3月）。
傑森是蝙蝠俠的助手，第二代的羅賓，一度在故事中身亡，復活後以紅頭罩的身分回歸和蝙蝠俠作對，之後更以反英雄的立場開始伸張正義。
2013年，傑森被ComicsAlliance列為漫畫史上50位性感男性角色中的第23位。

## 人物
當初為了讓讀者能接受這位新羅賓，DC漫畫最初是設定傑森和初代羅賓迪克·格雷森一樣，原本是一個雜技家族的一員，雙親都被歹徒所殺而成了流浪兒，某天在偷蝙蝠車的輪胎時被蝙蝠俠發現，蝙蝠俠認為他有很大的潛力，不想讓他徹底誤入歧途而收養了他，並訓練他來替代已經獨立的迪克·格雷森成為第二代的羅賓。
後來這段過去遭到修正，直接將傑森設定為生長在貧民區的流浪兒童，父親入獄，養母已過世。生母則是小丑的手下，也是後來導致他被小丑殺害的原因。
相較於迪克，傑森的個性比較叛逆，而且易怒又桀驁不馴。在讀者間的人氣並不高，所以DC漫畫設計了傑森去尋找其生母，其母親卻在小丑的唆使下讓小丑綁架了他。小丑之後引發一場爆炸事件，讓讀者用電話投票決定被捲入其中的傑森的生死，最後以微弱差距決定令傑森就此死去。
可是之後因為至尊小超人為從天堂維度返回現實，猛力擊打兩者間的阻隔水晶牆，強烈的波動震盪了現實，使現實遭到扭曲，傑森因此復活，並因為拉薩路之池的力量使他性格變得更為狂暴，他發現蝙蝠俠並未殺死小丑替他復仇後，就決定向這兩者復仇，他先接受了塔莉亞·奧·古的援助，向許多她所請來的老師學習，在所學有成後，他用了蝙蝠俠過去的一個老對手：被認為可能和小丑有關的紅頭罩身分回歸高譚。再設計令高譚市的黑道自相殘殺、嫉妒取代了自己成為新任羅賓的提姆·德雷克而襲擊了他，看在他很有骨氣的份上最後放過了他。抓到小丑以牙還牙後，傑森要求蝙蝠俠親手殺死小丑好恢復兩人間的情誼，蝙蝠俠則不打算違背不殺原則而拒絕，因此在兩人決鬥後傑森再次下落不明。

新52後，傑森復活是因為塔莉雅將其丟入拉薩露之池使傑森復活，並且將傑森帶到大種性接受訓練。

《最終危機》事件後，蝙蝠俠的靈魂被達克賽德傳送至古代，所有人都以為他已經死亡之際，傑森則以蝙蝠俠的身分再度出現，並用暴力的手段消滅罪犯，因此引來了堅信蝙蝠俠仍未死的提姆·德雷克，提姆穿上了舊式的蝙蝠裝和傑森交手，但實力不及的他最後慘敗，夜翼迪克·格雷森以為提姆被傑森殺死而大怒，於是本不想介入此事的他親自出手和傑森相抗，在死鬥後將傑森擊敗，傑森最後拒絕和解，放手跌落橋下而下落不明，迪克則繼承了蝙蝠俠的身分，成為了第二代蝙蝠俠。
傑森再度出現時又回到紅頭罩的身分，他與一名豬教授的實驗受害者Scarlet聯手，想用這組合超越蝙蝠俠與羅賓的搭檔。直到他在一次事件中身受重傷，和Scarlet一起被高登局長關進阿卡漢精神病院。傑森利用精神測驗的機會讓自己被轉到一般監獄，可是因為和其他囚犯產生衝突，他又再次被送回阿卡漢。在運送過程中他成功脫逃，並與Scarlet一起遠走高飛。
新52重啟後，傑森以紅頭罩身分與軍火庫和星火組成法外者開始行俠仗義，《蝙蝠俠群英會》時則用翼俠的身分與蝙蝠家族一起戰鬥。

## 能力
接受過蝙蝠俠訓練的傑森，在格鬥技巧上和夜翼不相上下。同時也學到了許多有關偵探、潛行、心理學等方面的知識。
傑森是歷代羅賓中最有戰略頭腦的一位，不論在大型戰爭或是群體格鬥都能展現不凡的戰術運用，更是在操作戰鬥機具方面展現出卓越的天賦。
傑森接受過塔莉亞·奧·古的訓練，讓他能熟練的使用各種冷兵器和非常規武器，甚至還得到了一對具有魔法力量的雙劍作為武器。
身為蝙蝠俠的弟子，因此很熟悉蝙蝠家族成員的戰鬥風格，這讓他在與蝙蝠俠、夜翼、紅羅賓等人交手時可以預判出他們大致上的行動，並做出針對性的破解。
以紅頭罩身分行動後，主要使用兩把大口徑手槍當作武器，在之後《披風爭奪戰》中打扮成蝙蝠俠時也是如此，射擊技巧不亞於死亡射手。

## 其他媒體

### 電視
- 《泰坦》：由克蘭·華特斯（Curran Walters）飾演「羅賓」傑森·托特。第三季時則以紅頭罩的身分登場。
  - 克蘭·華特斯飾演的「羅賓」傑森·托特亦出現於綠箭宇宙連動集《無限地球危機》。
- 《少年正義聯盟》：第二季登場，已經死亡被紀念。第三季團隊尋找忍者大師時，有個人影喊著第一代羅賓的名字，暗示第二代羅賓還活著。

### 電影
- DC擴展宇宙
  - 《蝙蝠俠對超人：正義曙光》：傑森擔任羅賓時的制服在蝙蝠洞的一個場景中有出現[4]。
  - 《自殺突擊隊》：哈莉·奎茵在劇中曾表示她協助過小丑殺害羅賓（傑森）[5]。

### 動畫電影
- 《蝙蝠俠：紅頭罩之下》：傑森在本作中以紅頭罩（詹森·艾克爾斯配音[6]）、少年羅賓（Vincent Martella配音）、和剛成為羅賓（Alexander Martella配音）[7]時的三個身分出現過。

### 電子遊戲
- 《超級英雄：武力對決》：手機遊戲版中以阿卡姆騎士身分登場[8]。
- 《蝙蝠俠：阿卡姆騎士》：以阿卡姆騎士、羅賓、紅頭罩身分登場，由特羅伊·貝克配音[9][10][11][12]。
- 《蝙蝠俠：阿卡姆VR》：可以在蝙蝠洞內找到一卷錄影帶，是小丑綁架傑森後所拍，有著傑森被長期拷打逼問後的憔悴模樣，並出現了他被小丑殺害的一幕。
- 《超級英雄：武力對決2》：以紅頭罩身分作為DLC追加角色登場，由卡麥隆·鮑文配音。
- 《高譚騎士》

## 外部連結
- 漫画书数据库：Jason Todd
- Red Hood (Jason Todd) （页面存档备份，存于） at the DC Database Project

Template:Navbox